# رؤیای تالار سرخ
رؤیای تالار سرخ یا رؤیای خانه سرخ رمانی است نوشته کائو ژوکین، نویسنده چینی در قرن هجدهم می‌باشد. این کتاب از شاهکارهای ادبیات کلاسیک چین بشمار می‌آید که در زمان دودمان چینگ نوشته شده‌است. در مورد این کتاب دو دیدگاه وجود دارد. یکی آنکه کتاب بر اساس زندگی‌نامه شاعر منچو قرن هفدهم نالان هیسنگ ته (Na-Lan Hsing-te) نوشته شده‌است و دیگر آنکه کتاب زندگی‌نامه خود نویسنده می‌باشد.
اهمیت این رمان به سبب شخصیت پردازی برای تعداد زیادی از قهرمانان داستان، ساختار روانشناسانه قابل توجه‌است. همچنین این رمان از جهت پرداختن به جزئیات زندگی اشرافی چین قرن هجدهم و ساختار طبقاتی اشراف قابل توجه می‌باشد.

## فرم رمان
کتاب نثر خاصی دارد و سرشار از اصلاحات مختلف است که برای خواننده امروز، هر فصل نیازمند چندده پانویس است. رمان بسیار طولانی است (تقریبا دوبرابر حجم «جنگ و صلح») با این حال در تمامی کشورهای چینی زبان اغلب مردم آن را خوانده‌اند.
رمان یک روایت عاشقانه است و ماجرای بائویو اشراف‌زاده و علاقه او به دو عموزاده‌اش و تردید او در انتخاب میان آن دو را روایت می‌کند. این موضوع به خواننده اثر هم سرایت می‌کند. برخی شیفته لین دائی‌یو و زیبایی و شوخ‌طبعی‌اش می‌شوند و برخی ژوئه بائوچائی و صمیمیتش را دوست دارند. خود بائویو نیز خوانندگان را به دو دسته تقسیم می‌کند، برخی او را دوست دارند و برخی از او متنفر می‌شوند.
از این رمان چندین و چند اقتباس سینمایی، تئاتری، اپرایی و تلویزیونی صورت گرفته است.
این رمان را  در چین، مردم با نام «داستان سنگ» می‌شناسند و به زبان فارسی با عنوان: رؤیای خانه سرخ (دوشیزگان جوان) نیز ترجمه شده‌است.